# اندفاع (فلم)
اندفاع (بالإنجليزية: Rush) هو حركة وسيرة ذاتية 2013 من إخراج رون هوارد وتأليف بيتر مورغان، يتحدث عن بطولة العالم لسباقات الفورمولا واحد موسم 1976 والمنافسة بين السائقين جميس هنت نيكي لاودا. الفيلم من بطولة كريس هيمسوورث بدور هنت ودانيال برول بدور لاودا. عرض الفيلم لأول مرة في لندن في 2 سبتمبر 2013، وكان قد عرض في مهرجان تورونتو السينمائي الدولي 2013، وتلقى مراجعات إيجابية من النقاد. صدر الفيلم في 26 سبتمبر 2013 في الشرق الأوسط وفي 27 سبتمبر في الولايات المتحدة.

## القصة
يروي الفيلم قصة سائق سيارات الفورمولا 1 النمساوي نيكي لاودا (دانيال برول) الذي كان في صراع تحدى وتنافسي مع البريطاني جيمس هانت (كريس هيمسوورث)، يتعرض نيكي لاودا لإصطدام خطير في نوربورغ رينغ والذي كاد أن يتسبب في موته عام 1976، وقرر بعد عدة أشهر العودة إلى المنافسة الشرسة بينه وبين جيمس هانت خلال سباق العالم للفورمولا واحد عام 1976.

## مرحلة الإنتاج
صور الفيلم في أماكن عديدة في بريطانيا وألمانيا ، بطلا الفيلم كريس هيمسوورث ودانيال برول لم يقودا سيارات فورمولا 1 حقيقة بل تم إعطائهم سيارات فورملا 3 مع شكل خارجي مزيف يطابق الشكل الخارجي لسيارات فورمولا 1.

## روابط خارجية
- الموقع الرسمي
- مقالات تستعمل روابط فنية بلا صلة مع ويكي بيانات

لا توجد روابط لمواقع التواصل الاجتماعي.